# Zhuang Yong
Zhuang Yong (n. 10 august 1972, Shanghai, Republica Populară Chineză) este o înotătoare chineză, medaliată olimpică. A participat la 2 ediții ale Jocurilor Olimpice (1988, 1992) în care a câștigat o medalie de aur și 3 medalii de argint.